# Postalesio
Postalesio (lombardisch Pustales) ist eine Gemeinde (comune) in der norditalienischen Provinz Sondrio in der Lombardei mit 651 Einwohnern (Stand 31. Dezember 2024). 

## Geographie
Die Gemeinde liegt etwa 6 Kilometer westlich von Sondrio an der Adda im Veltlin. Die Nachbargemeinden sind Berbenno di Valtellina, Caiolo, Castione Andevenno, Cedrasco, Fusine und Torre di Santa Maria.

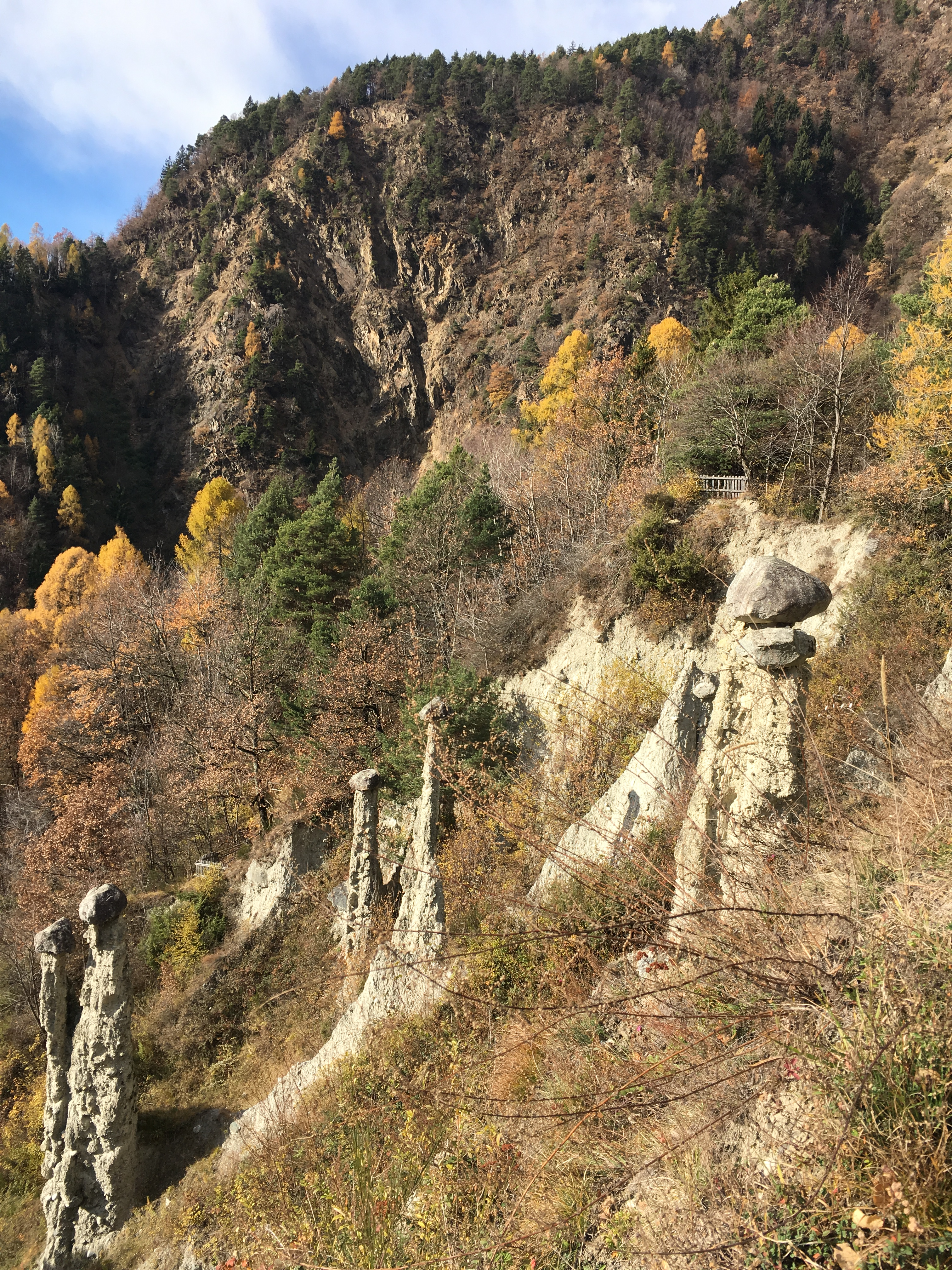
Postalesio Pyramiden

## Verkehr
Durch die Gemeinde führt die Strada Statale 38 dello Stelvio von Piantedo nach Bozen.

## Sehenswürdigkeiten
Über dem Dorf von Postalesio gibt es einige Beispiele der so genannten „Erdpyramiden“, die denen sehr ähnlich sind, die in Zone und Segonzano anwesend sind. Dieses besondere Phänomen ist auf die Einwirkung von atmosphärischen Stoffen zurückzuführen, die im Laufe der Jahrhunderte das Land um große Felsbrocken erodiert haben, die als Hut auf dem Boden unter ihnen wirken.